# Куп Југославије у фудбалу 1980/81.
Куп Југославије у фудбалу у сезони 1980/81. је тридесеттреће такмичење за Пехар Маршала Тита.
У завршницу такмичења су се квалификовала 32  клуба из СФРЈ.
Победник Купа је постао Вележ из Мостара, по први пут у историји.

## Шеснаестина финала
| Утак. | Клуб                 | Резултат    | Клуб                 |
| ----- | -------------------- | ----------- | -------------------- |
| 1     | Брегалница Штип      | 1–0         | Шумадија Аранђеловац |
| 2     | Будућност Титоград   | 4–0         | Хајдук Сплит         |
| 3     | Челик Зеница         | 1–2         | Сутјеска Никшић      |
| 4     | Црвена звезда        | 4–1         | Осијек               |
| 5     | Динамо Винковци      | 2–1         | Вардар               |
| 6     | Динамо Загреб        | 2–1         | Војводина            |
| 7     | Напредак Крушевац    | 2–1         | Сарајево             |
| 8     | Загреб               | 1–2         | Оријент              |
| 9     | Олимпија Љубљана     | 2–1         | Јединство Бихаћ      |
| 10    | Партизан             | 2–2 (6–4 п) | Ријека               |
| 11    | Приштина             | 1–2         | ОФК Београд          |
| 12    | Раднички Ниш         | 2–0         | Борац Чапљина        |
| 13    | Рудар Велење         | 1–2         | Жељезничар Сарајево  |
| 14    | Слобода Титово Ужице | 1–1 (4–1 п) | Пролетер Зрењанин    |
| 15    | Слобода Тузла        | 5–0         | Динамо Панчево       |
| 16    | Вележ                | 3–2         | Борац Бања Лука      |

## Осмина финала
| Утак. | Клуб                | Резултат  | Клуб                 |
| ----- | ------------------- | --------- | -------------------- |
| 1     | Брегалница Штип     | 1–0       | Олимпија Љубљана     |
| 2     | Будућност Титоград  | 2–1       | Црвена звезда        |
| 3     | Оријент             | 1–0       | ОФК Београд          |
| 4     | Партизан            | 5–0       | Напредак Крушевац    |
| 5     | Раднички Ниш        | 2–1       | Динамо Загреб        |
| 6     | Слобода Тузла       | 3–0       | Динамо Винковци      |
| 7     | Сутјеска Никшић     | 0–3 (по.) | Вележ                |
| 8     | Жељезничар Сарајево | 1–0       | Слобода Титово Ужице |

## Четвртфинале
| Утак. | Клуб                | Резултат    | Клуб               |
| ----- | ------------------- | ----------- | ------------------ |
| 1     | Оријент             | 0–0 (2–4 п) | Будућност Титоград |
| 2     | Партизан            | 2–0         | Слобода Тузла      |
| 3     | Вележ               | 2–0         | Брегалница Штип    |
| 4     | Жељезничар Сарајево | 1–0         | Раднички Ниш       |

## Полуфинале
| Утак. | Клуб                | Резултат | Клуб               |
| ----- | ------------------- | -------- | ------------------ |
| 1     | Вележ               | 2–1      | Будућност Титоград |
| 2     | Жељезничар Сарајево | 2–0      | Партизан           |

## Финале
| Клуб                                     | Резултат | Клуб |
| ---------------------------------------- | --- | --- |
| Вележ                                    | 3 - 2 | Жељезничар Сарајево |
| Датум                                    | 24. мај, 1981. | 24. мај, 1981. |
| Стадион                                  | Стадион Црвена звезда, Београд | Стадион Црвена звезда, Београд |
| Гледалаца                                | 40.000 | 40.000 |
| Судија                                   | Милорад Влајић, Београд | Милорад Влајић, Београд |
| Вележ (тренер: Милош Милутиновић)        | Енвер Марић, Авдо Калајџић, Александар Мичић (Момчило Вукоје), Дубравко Ледић, Владимир Матијевић, Веселин Ђурасовић, Драган Окука, Блаж Слишковић, Вахид Халилхоџић, Аднан Међедовић, Владимир Скочајић (Мирсад Мулахасановић) | Енвер Марић, Авдо Калајџић, Александар Мичић (Момчило Вукоје), Дубравко Ледић, Владимир Матијевић, Веселин Ђурасовић, Драган Окука, Блаж Слишковић, Вахид Халилхоџић, Аднан Међедовић, Владимир Скочајић (Мирсад Мулахасановић) |
| Жељезничар Сарајево (тренер: Ивица Осим) | Славко Његуш, Бранислав Берјан, Владо Комшић, Иван Лушић, Хајрудин Сарачевић, Јосип Чилић, Един Бахтић, Миломир Одовић (Драгомир Влашки), Раде Паприца, Мехмед Баждаревић, Никола Никић (Анто Грабо)                            | Славко Његуш, Бранислав Берјан, Владо Комшић, Иван Лушић, Хајрудин Сарачевић, Јосип Чилић, Един Бахтић, Миломир Одовић (Драгомир Влашки), Раде Паприца, Мехмед Баждаревић, Никола Никић (Анто Грабо)                            |
| Стрелци                                  | 0-1 Баждаревић 36'(пен), 1-1 Халилхоџић 55', 2-1 Халилхоџић 58', 2-2 Баждаревић 62'(пен), 3-2 Окука 80' | 0-1 Баждаревић 36'(пен), 1-1 Халилхоџић 55', 2-1 Халилхоџић 58', 2-2 Баждаревић 62'(пен), 3-2 Окука 80' |